# Thomas Prinz (Diplomat)

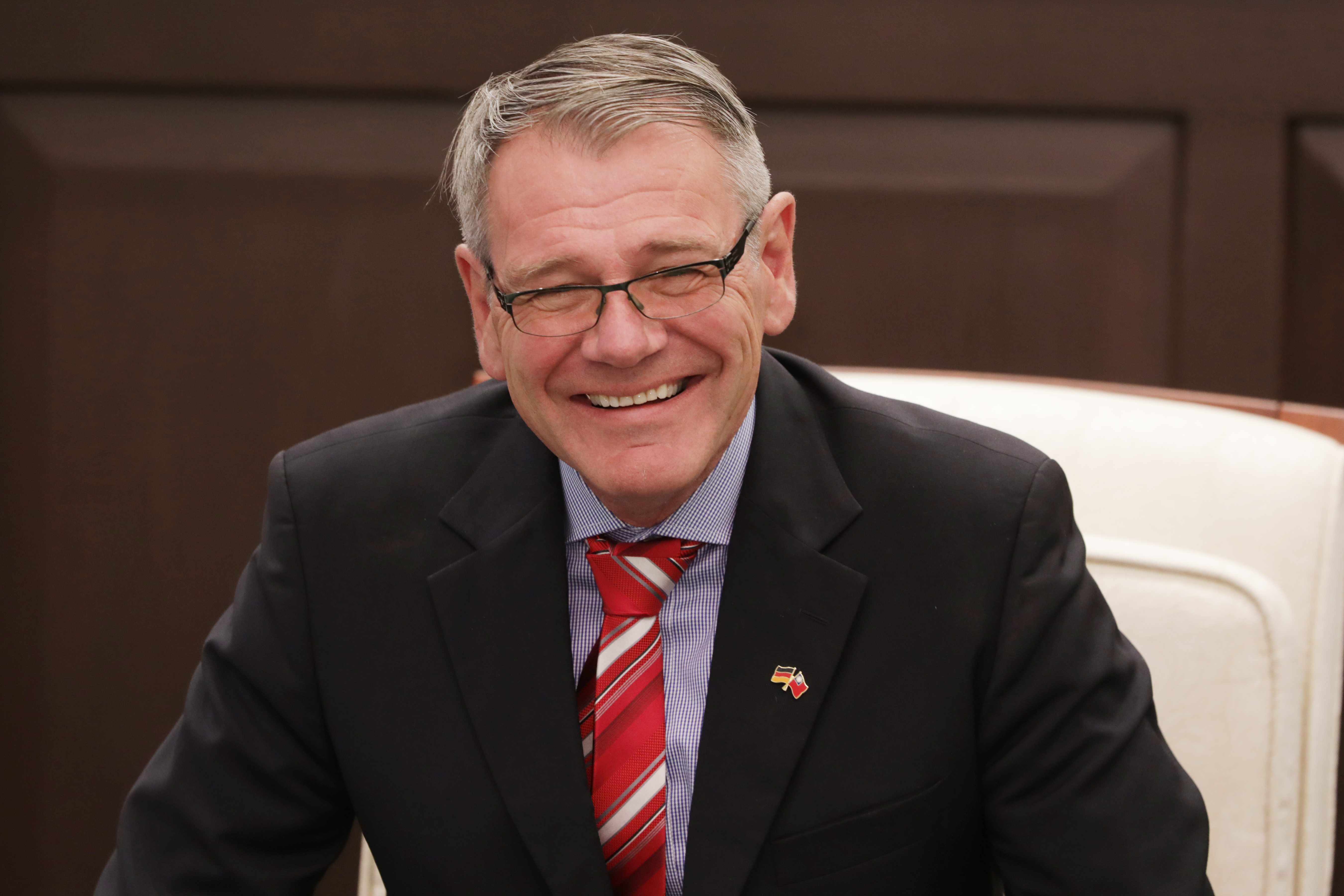
Thomas Prinz

Thomas Prinz (* 7. Juni 1959 in Wetzlar) ist ein deutscher Diplomat im Ruhestand und Autor von Kriminalromanen. Er war deutscher Botschafter in Bangladesch und Nepal sowie Generaldirektor des Deutschen Instituts Taipei.

## Leben
Prinz absolvierte nach dem Abitur ein Studium der Politikwissenschaft, Geschichtswissenschaft und Literaturwissenschaft an der Justus-Liebig-Universität Gießen, das er mit dem Staatsexamen abschloss. 1989 schloss er seine Promotion zum Doktor der Philosophie am Südasieninstitut der Ruprecht-Karls-Universität Heidelberg mit der Dissertation Die Geschichte der United National Party in Sri Lanka ab.

## Diplomatische Laufbahn
1990 begann Prinz den Vorbereitungsdienst für den höheren Auswärtigen Dienst und war nach dessen Abschluss zwischen 1992 und 1993 Referent in der Kulturabteilung des Auswärtigen Amtes in Bonn sowie danach von 1993 bis 1997 Erster Sekretär des Politikreferats der Botschaft in Rumänien. Daraufhin folgte zwischen 1997 und 2000 eine Verwendung als Erster Sekretär des Kulturreferats der Botschaft in Indonesien sowie von 2000 bis 2005 als Legationsrat in der Europa-Abteilung des Auswärtigen Amtes in Berlin. Daneben nahm er zwischen 1998 und 2005 an zahlreichen Wahlbeobachter-Missionen der Europäischen Union teil.
Im Anschluss fungierte Prinz zwischen 2005 und 2007 als Stellvertretender Leiter des Referats für die Öffentliche Diplomatie der Deutschen EU-Präsidentschaft im Auswärtigen Amt sowie von 2007 bis 2008 als Politischer Berater des Kommandeurs der Internationalen Sicherheitsunterstützungstruppe ISAF (International Security Assistance Force) in Afghanistan. Daraufhin war er zwischen 2008 und 2010 Botschaftsrat und Leiter des Politischen Referats der Botschaft in Japan und 2010 kurzzeitig Leiter der Wirtschaftsabteilung des Generalkonsulats in Shanghai, ehe er von 2010 bis 2011 Ständiger Vertreter des Botschafters in Australien war.
Nach seiner Rückkehr nach Deutschland war Prinz zwischen 2011 und 2012 Leitender Politischer Berater in der Abteilung Strategie und Einsatz im Bundesministerium der Verteidigung in Berlin sowie von 2012 bis 2015 Leiter des Referats Außenhandelsförderung im Auswärtigen Amt.
Im April 2015 wurde Prinz als Nachfolger von Albrecht Conze als Botschafter der Bundesrepublik Deutschland in Bangladesch. Im Juli 2018 wechselte er als Nachfolger von Martin Eberts als Generaldirektor an das Deutschen Institut Taipei und fungiert bis 2021 als diplomatischer Vertreter der Bundesrepublik Deutschland in Taiwan.
Im September 2021 wechselte Prinz als Nachfolger von Roland Schäfer an die Deutsche Botschaft Kathmandu und bekleidet dort den Posten des Botschafters in Nepal. 2025 trat Prinz in den Ruhestand ein.

## Schriftstellerische Laufbahn
Neben seiner diplomatischen Laufbahn ist Prinz auch schriftstellerisch tätig und verfasste bisher mehrere Kriminalromane. 1995 erschien sein erster Kriminalroman Mode, Mord und Models. Diesem folgten weitere Kriminalromane wie 2000 Ankunft in Bukarest und 2001 Abschied von Jakarta, die teilweise auch seine diplomatischen Erfahrungen verarbeiten und als Hauptfigur die Diplomatin Charlotte Valentin haben, die eigenständig Kriminalfälle löst.
2005 erschien sein erster sogenannter Hanse-Krimi Der Unterhändler der Hanse, dem 2006 Das Silber der Ostsee folgte, der von mehreren Morden an Fischhändlern handelte und 1380 in der Kleinstadt Falsterbo spielte.

## Veröffentlichungen
- Die Geschichte der United National Party in Sri Lanka, Dissertation Ruprecht-Karls-Universität Heidelberg, Stuttgart 1990, ISBN 3-515-05567-3.
- Mode, Mord und Models, Düsseldorf 1995, ISBN 3-612-25109-0.
- Ankunft in Bukarest, Köln 2000, ISBN 3-920862-63-5.
- Abschied von Jakarta, Köln 2001, ISBN 3-920862-34-1.
- Der Unterhändler der Hanse: Ein Hansekrimi, Hamburg 2005, Neuauflage 2012, ISBN 3-434-52815-6.
- Das Silber der Ostsee: Ein Hansekrimi, Hamburg 2006, ISBN 978-3-434-52820-3.